# 王晓波
王曉波（1943年1月16日—2020年7月30日），男，江西铅山人，中華民國学者，曾任教台灣大學哲學系、中國文化大學哲學系與世新大學的通識課程；主要研究中國哲學及臺灣史。海峽評論出版社創辦人，他對兩岸關係的看法和評論多次發表於台灣的《聯合報》和《中國時報》，也擔任台灣《海峽評論》總編、香港《亞洲週刊》特約評論員、香港鳳凰衛視評論員、中國統一聯盟副主席等職務。
學術專長包括法家哲學、儒家哲學、中國哲學史、臺灣史。曾開設課程有臺灣史專題研究、先秦人性論研究、臺灣人與臺灣意識、中國哲學史二、先秦名實論研究、先秦法家哲學、先秦儒家哲學、先秦社會結構研究、中國思想史。著有許多關於中國政治思想、中國文化、哲學思想、兩岸關係，與臺灣歷史專書、文集、論文。曾以麥立為筆名在雜誌上發表文章。

## 家庭背景
王晓波的父親是王建文，在中華民國國軍服役，為憲兵的中校營長。其母親是章麗曼。
王晓波於1943年1月16日出生。1949年，王曉波與其二妹，隨父親來到台灣，在台中居住。其母親則留在上海，進入新華社工作，之後加入中國共產黨，成為台灣省工作委員會成員。1950年，章麗曼經香港，來到台灣，暗中進行情報工作。1953年，蔡孝叛变，中共地下情報人員名冊被破獲。王曉波父母遭憲兵逮捕，其母遭槍決。其父以知匪不報罪名，被判刑七年。

## 生平

### 早年經歷
王曉波從台中二中畢業後，進入國立台灣大學哲學系就讀，成為殷海光門下弟子。1971年，獲得碩士學位，留在台大哲學系，擔任講師。
1972年，與陳鼓應共同參加民族主義座談會，在台灣推動保釣運動，陳鼓應等人與馮滬祥在座談會中發生爭執，此後受到執政的中國國民黨政府的注意。
1973年，在臺大哲學系事件中，王曉波被臺灣警備總司令部以「為匪宣傳」罪名拘留訊問。
1974年，國立臺灣大學哲學系代系主任孫智燊決定不再續聘王曉波。
作家尉天驄在《回首我們的時代》中，轉述逯耀東的回憶：「當王曉波幾個傢伙因臺大的民族主義座談會事件被列為異己分子時，很多人不敢去理會他們，他們只好到我家喝酒。他那時沒有收入，我就把他純粹的學術文章拿去發表。結果遭到質問。我說：再怎麼樣總得讓他吃飯，買包菸抽吧！誰知一位被奉為上將的王姓人物，臉孔一沉，竟然說：王曉波要吃飯，叫他跪下來申請！」這位「被奉為上將的人物」，正是王昇。:192-193

### 離開校園
1976年，參與《夏潮》雜誌，成為主要撰稿者之一。1987年，參與夏潮聯誼會，成為最早創始者之一。1988年，參與中國統一聯盟的創立，為最早成員之一。1990年，夏潮聯誼會改名夏潮聯合會，向中華民國內政部登記為人民團體。1991年，創立《海峽評論》，被鳳凰台稱為台灣少數的左派雜誌。
1991年，發表文章《我的母親叫章麗曼：一個「匪諜兒子」的自白》。

### 重返校園
1997年，臺大哲學系事件獲得平反，王曉波復職，重回台大授課，其他受難人也多獲賠償或回到台大哲學系任教。2008年，馬英九當選中華民國總統，被指派參與高中歷史課綱修訂工作。2017年10月25日，參加中國評論通訊社台北會議室舉辦的論壇活動《從習近平十九大涉台講話看未來兩岸關係發展》，並表示：「一國兩制是維持現狀最好的辦法」。
2014年1月20日，中華民國教育部微調歷史課綱，綠營質疑馬當局此舉是在走向「終極統一」。
2015年，課綱召集者王曉波在接受观察者网訪問時，說明制定“101课纲”的两个原则：一是中华民国宪法原则，课本要遵守宪法，不能违宪。二是重新树立台湾人民的主体性。王曉波認為在李登辉、陈水扁时期，把日治时期的台湾历史恭维成“最有良心的”统治，應該修正，也認為課綱修改可增加2016年大選藍營投票。他認為九合一選舉大敗就是國民黨失去凝聚力，很多藍軍都不投票，如果課綱實施下去，藍軍是會支持、能增強藍營內部的凝聚力。王曉波稱中華民國首都在南京，先前政府曾誤發公文，把首都寫成南京，但事後趕緊改正，批評王的看法「不只和時代脫節，也和政府當前態度不一」。王曉波「中華民國的首都在南京」的言論一出，引起多數網友撻伐。然而，媒體亦有斷章取義之嫌，資深媒體人黃智賢即表示：「台獨如果不造謠，就不叫台獨了。卻硬造謠王曉波說『首都在南京』。王曉波一再聲明，媒體是聽不懂中文嗎？」王曉波亦重申，自己所針對的是中華民國，盼媒體勿斷章取義。
2016年，王曉波批評：「文化台獨是民進黨在配合美國搞愚民政策」，並表示：「98課綱是徹底的日本皇民化思想，目的是去中國化，邁向文化台獨」。。

### 病逝
2018年，王曉波經歷小中風後，多次進出醫院。2020年7月開始，出現肺積水病情惡化並於三軍總醫院治療，情況雖穩定但身體虛弱。之後因個人表示希望回家，並由家屬帶回休養；於7月30日凌晨辭世於家中，享壽77歲。

## 相關評價
- 2015年8月，名嘴王時齊說「我快中毒了」[10]。
- 2015年8月，人渣文本在臉書上批評王晓波，稱「不只和時代脫節，也和政府當前態度不一」[10]。
- 學界部分人士肯定他在台灣史研究上的貢獻，並說王曉波一輩子的都在強調台灣文化與中國文化的連結關係，堅持台灣與中國文化應兼容並蓄。
- 嘉義大學應用歷史系教授吳昆財[谁？]表示，王曉波對台灣史的詮釋，給了他很多啟發，他認為談論台灣文化時，不應排除中華文化的關聯性。[15]
- 名嘴黃智賢在臉書發文悼念，稱著學有成的哲學學者，望國家興盛的愛國志士，且竭盡全力發掘、維護台灣的抗日史實。[15]
- 2015年8月2日，前中國國民黨黨員李慶元在三立新聞台政論節目《驚爆新聞線》中表示：「做為課綱微調檢核小組召集人的王曉波，竟然還求蔡英文說要放過孩子，根本是打人喊救人」。[16]
- 2020年7月30日，國臺辦發言人朱鳳蓮表示“中國統一聯盟前副主席、《海峽評論》前總編輯王曉波先生心懷民族大義，矢志不渝推動祖國統一，堅決反對“臺獨”，令人敬佩。我們對他的逝世表示沉痛哀悼。”[17]
- 2020年8月3日，國臺辦發言人馬曉光表示“王曉波先生是忠誠的愛國主義者，臺灣同胞的傑出代表，臺胞愛國統一陣營的傑出領袖和理論家、社會活動家。他生於革命烈士之家，矢志不渝推動兩岸關係和平發展、推進祖國和平統一進程，堅決反對“臺獨”，堅決反對外部勢力干涉中國內政，不懈追求社會進步和公平正義，把畢生的精力獻給了祖國統一和民族復興的偉大事業。他的崇高信念和愛國情懷將激勵兩岸同胞為完成祖國統一大業，實現中華民族偉大復興而不懈奮鬥。”[18]

## 著作
先後在台灣出版《先秦儒家社會哲學研究》、《先秦法家思想史論》、《韓非思想的歷史研究》、《台灣史與台灣人》、《台灣抗日五十年》、《道與法：法家思想和黃老哲學解析》等著作，另編有《乙未抗日史料彙編》、《台胞抗日文獻選新編》、《二二八真相》等：
- 1972，《先秦儒家社會哲學研究》。臺北：幼獅書店。
- 1978，《現代中國思想家孫中山》。臺北：巨人出版社。
- 1983，《韓非思想的歷史研究》。臺北：聯經出版事業公司。張純、王曉波合著
- 1983，《儒法思想論集》。臺北：時報文化出版事業有限公司。
- 1985，《台灣的殖民地傷痕》。 新北：帕米爾書店。
- 1988，《哲學與思想》。臺北：東大圖書公司。
- 1988，《臺灣史與臺灣人》。臺北：東大圖書公司。
- 1991，《先秦法家思想史論》。臺北：聯經出版事業公司。
- 1992，《臺灣史論集》。北京：中國友誼出版公司。
- 1997，《臺灣抗日五十年》。臺北：正中書局。
- 2001，《臺灣意識的歷史考察》。臺北：海峽學術出版社。
- 2003，《孫中山思想研究》。臺北：問津堂。
- 2006，《自啼集：中國前途與兩岸統一的思考》。臺北：海峽學術出版社。
- 2007，《道與法：法家思想和黃老哲學解析》。臺北：台大出版中心。
- 2014，《台灣密運機密檔案》。臺北 : 海峽學術出版社。

### 期刊論文
- 1987.10，〈日據時期「臺灣派」的祖國意識〉，《中國論壇》，115-134。
- 1988，〈戰後臺獨運動與兩岸關係之前景〉，《臺灣研究》，2:3-12。
- 1988，〈中國知識份子的形成及其性格〉，《清華大學學報》，3:30-31。
- 1988.09，〈李友邦與臺灣義勇隊初探〉，《五月評論》，67-86。
- 1989.05，〈論五四運動與新文化運動：一個中國民族自救運動的思想史考察〉，《中國論壇》，22-37。
- 1989.06，〈五四時期文學革命與日據下臺灣新文學運動(上)〉，《中華雜誌》，42-45。
- 1989.08，〈五四時期文學革命與日據下臺灣新文學運動(下)〉，《中華雜誌》，48-54。
- 1989.09，〈古代的法律思想與「呂刑」──論先秦法家哲學思想的起源〉，《哲學年刊》，93-112。
- 1990，〈日據時代的臺灣獨立革命與李友邦將軍－兼論臺灣革命青年團與臺灣義勇隊〉，《臺灣研究集刊第二、三集合刊》，117-132。
- 1990.11，〈韓非思想的形成與中國古史分期問題〉，《哲學年刊》，15-44。
- 1991.04，〈戰後美國對臺政策與海峽兩岸關係之展望〉，《臺灣史研究會論文集》，3:27-50。
- 1991.10，〈中國的古代民主──論民本思想與儒家〉，《哲學年刊》，61-78。
- 1993.10，〈日據時期的臺灣抗日運動與獨立運動──論李友邦與「臺灣獨立革命黨」〉，《世界新聞傳播學院學報》，36:95-117。
- 1995.01，〈中國自然哲學的思想起源──論「天」的人文化與自然化〉，《世界新聞傳播學院人文學報》，2:1-22。
- 1997.07，〈蔣渭水的思想與實踐──論日據下臺灣文化協會與臺灣民眾黨內的路線爭議〉，《世界新聞傳播學院人文學報》，7:1-54。
- 1998.05，〈中國帝王的統治智慧──「韓非子」思想評介〉，《哲學雜誌》，24:118-123。
- 1999.01，〈論「歸本於黃老」──韓非子論「道」〉，《國立臺灣大學哲學論評》，22:187-213。
- 1999.12，〈「解老」、「喻老」──韓非對老子哲學的詮釋和改造〉，《國立臺灣大學文史哲學報》，51:1-30。
- 2005.03，〈「歸本於黃老」與「以無為本」──韓非與王弼對老子哲學詮釋的比較研究〉，《國立臺灣大學哲學論評》，29:1-63。
- 2005.10，〈自道以至名，自名以至法──尹文子的哲學與思想研究〉，《國立臺灣大學哲學論評》，30:1-54。
- 2005.12，〈先秦法家與韓非思想〉，《歷史月刊》，215:105-109。
- 2006.10，〈「道生法」──《黃帝四經》的道法思想和哲學〉，《國立臺灣大學哲學論評》，32:75-113。

### 會議論文
- 1987.08，〈日據時期「臺灣派」的祖國意識〉，中國結與臺灣結研討會。臺北：中國論壇社。
- 1988.08，〈李友邦與臺灣義勇隊初探〉，臺灣史學術討論會。廈門：廈門大學。
- 1989.05，〈五四時期文學革命與日據下臺灣新文學運動──當前中國民族整合運動的一項思想史資料〉，五四運動學術討論會。北京：中國社會科學院。
- 1990.07，〈戰後美國對臺政策與海峽兩岸關係之展望〉，海峽兩岸臺灣史學術研討會》。廈門：廈門大學。
- 1990.08，〈日據時代的臺灣獨立革命與李友邦將軍──兼論臺灣革命青年團與臺灣義勇隊〉，臺灣研究學術研討會。北京：中國社會科學院臺灣研究所。
- 1991.10，〈中國的古代民主──論民本思想與儒家〉，儒家思想與現代國家建設研討會。臺北：中國哲學會。
- 1995.07，〈馬關百年與中日關係──一個臺灣史側面的考察〉，臺灣研究學術研討會。北京：中國社會科學院臺灣研究所。
- 1997.05，〈蔣渭水的思想與實踐──論日據下臺灣文化協會與臺灣民眾黨內的路線爭議〉，臺灣的文學與歷史學術會議。臺北：世界新聞傳播學院共同科。
- 1998.04，〈論「歸本於黃老」──韓非子論「道」〉，先秦道家思想研討會。臺北：國立臺灣大學哲學系。
- 1999.07，〈「解老」、「喻老」──韓非對老子哲學的詮釋和改造〉，中國經典詮釋傳統研討會。臺北：國立臺灣大學。
- 2000.06，〈「崇本舉末」與「崇本息末」──王弼對老子哲學的詮釋〉，中國經典詮釋傳統研討會。臺北：國立臺灣大學。
- 2000.12，〈日據下臺灣民族運動的兩條路線──林獻堂與蔣渭水思想比較之研究〉，百年來海峽兩岸民族主義的發展與反省學術研討會。臺北：東吳大學。
- 2003.09，〈傳統與現代化問題探討〉，海峽兩岸中華傳統文化與現代化研討會。江蘇淮安：葉聖陶研究會。
- 2006.05，〈南臺灣的抗爭文化—論入祀高雄忠烈祠的林少貓烈士〉，2006年高雄學術文化研討會。高雄：輔英科技大學、正修科技大學、高雄文化研究學會。
- 2006.09，〈李友邦在抗戰期間的遠識和預見〉，李友邦先生與國民革命學術研討會。臺北：國父紀念館。
- 2006.09，〈「二二八」前夕的臺灣—戰後臺灣社會經濟之分析〉，海峽兩岸「二二八事件」學術研討會。廈門：廈門大學臺灣研究院。
- 2007.10，〈兼儒墨、合名法－《尸子》的哲學思想及其論辯〉，「傳統中國哲學論辯之當代詮釋」國際學術研討會。臺北：臺灣大學哲學系。

## 外部連結
- 文化大學哲學系教授王曉波
- 海峽評論 （页面存档备份，存于）
- 臺大哲學系 > 師資介紹 > 王曉波